# متیو میلار
متیو میلار (انگلیسی: Matthew Millar؛ زادهٔ ۲۳ اوت ۱۹۹۶) بازیکن فوتبال اهل استرالیا است. 
از باشگاه‌هایی که در آن بازی کرده است می‌توان به باشگاه فوتبال ملبورن جنوبی و داندینونگ تندر اشاره کرد.

## دوران باشگاهی

### ملبورن سیتی
در ۲۱ اکتبر ۲۰۱۵، او اولین بازی حرفه‌ای خود را برای باشگاه فوتبال ملبورن سیتی در یک مسابقه جام اتحادیه استرالیا در برابر باشگاه فوتبال پرث گلوری انجام داد. او همچنین در لیگ برتر استرالیا در برابر نیوکسل جتس به عنوان بازیکن تعویضی به میدان رفت.

### ملبورن جنوبی
در فوریه ۲۰۱۶، میلار از ملبورن سیتی جدا شد و به لیگ برتر ملی ویکتوریا بازگشت و با مدافعان عنوان قهرمانی، باشگاه فوتبال ملبورن جنوبی قرارداد امضا کرد. در ۱۹ مه ۲۰۱۶، پس از زدن ۷ گل در ۱۴ بازی، میلار قرارداد خود را با باشگاه فوتبال ملبورن جنوبی تا پایان فصل ۲۰۱۷ تمدید کرد.

### باشگاه فوتبال سنترال کوست مارینرز
در ژوئیه ۲۰۱۸، میلر به لیگ برتر فوتبال استرالیا بازگشت و قراردادی یک ساله با باشگاه فوتبال سنترال کوست مارینرز امضا کرد.

### نیوکاسل یونایتد جتس
در ۱ فوریه ۲۰۱۹ اعلام شد که میلر برای فصل ۲۰۲۰-۲۰۱۹ به باشگاه فوتبال نیوکاسل یونایتد جتس پیوسته است.
در فصل اول خود در نیوکاسل جتس، او در تمام بازی‌ها به جز دو بازی آخر که مصدوم بود از بازیکنان ترکیب اصلی تیم بود. او عمدتاً به عنوان یک دفاع کناری تهاجمی بازی می‌کرد و با ۴ گل و ۳ پاس گل، به عنوان دومین گلزن برتر تیم شناخته شد.
در همان فصل، او در ماه مارس نامزد جایزه بهترین بازیکن جوان سال شد. رایلی مک‌گری برنده این جایزه بود.

#### شروزبری تاون (قرضی)
در ۵ اکتبر ۲۰۲۰، میلر به باشگاه فوتبال شروزبری تاون از لیگ یک فوتبال انگلستان به صورت قرضی کوتاه‌مدت با گزینه خرید تا ژانویه ۲۰۲۱ پیوست. او در ۱۰ نوامبر ۲۰۲۰ اولین گل خود را برای شروزبری در یک بازی گروهی ورتو ترافی در برابر باشگاه فوتبال کرو آلکساندرا به ثمر رساند. پس از اینکه باشگاه نتوانست توافقی برای انتقال دائمی برقرار کند، میلار در ۱۹ ژانویه ۲۰۲۱ به استرالیا بازگشت.

### سنت میرن
در ۷ سپتامبر ۲۰۲۱، میلر به اسکاتلند رفت و قراردادی یک ساله با باشگاه فوتبال سنت میرن در لیگ برتر فوتبال اسکاتلند امضا کرد.

### مک‌آرثر
پس از اینکه نتوانست در ترکیب اصلی سنت میرن جا بیفتد، میلار به لیگ برتر فوتبال استرالیا بازگشت و با باشگاه فوتبال مکارثر قراردادی یک ساله امضا کرد. در ماه مه ۲۰۲۴، نام میلار در یک طرح ادعایی مربوط به تقلب و شرط‌بندی در لیگ برتر فوتبال استرالیا برده شد.

### استقلال دوشنبه
در ۳ اوت ۲۰۲۴، باشگاه باشگاه فوتبال استقلال دوشنبه از  لیگ عالی تاجیکستان اعلام کرد که میلار را با قراردادی تا پایان فصل ۲۰۲۴ جذب کرده است. میلار با این باشگاه قهرمانی لیگ را کسب کرد و در لیگ قهرمانان آسیا ۲ ۲۰۲۵–۲۰۲۴ بازی کرد. در ۲۰ ژانویه ۲۰۲۵، استقلال اعلام کرد که تصمیمی برای تمدید قرارداد میلار پس از پایان فصل ۲۰۲۴ نگرفته است.

### هوادار
در ۲۳ ژانویه ۲۰۲۵، میلر به باشگاهی از لیگ برتر خلیج فارس، باشگاه فوتبال هوادار پیوست.